# Univerzita Versailles Saint Quentin en Yvelines
Univerzita Versailles Saint Quentin en Yvelines, francouzsky plným názvem Université de Versailles-Saint-Quentin-en-Yvelines je francouzská univerzita založena v roce 1991 a nachází se v Versailles.

## Slavný absolvent
- Nicolas Tenoux, Pilot a spisovatel letecké společnosti